# خوزه مانوئل تارگا
خوزه مانوئل تارگا (انگلیسی: José Manuel Tárraga؛ زادهٔ ۱۵ آوریل ۱۹۷۱) بازیکن فوتبال اهل اسپانیا است.
از باشگاه‌هایی که در آن بازی کرده‌است می‌توان به باشگاه فوتبال سلتاویگو و باشگاه فوتبال رئال مورسیا اشاره کرد.